# Andres Veiel
Andres Veiel (Estugarda, 16 de outubro de 1959) é um psicólogo, dramaturgo e cineasta alemão.

## Biografia

### Primeiros anos e formação acadêmica
Nascido em Estugarda, entre os anos de 1982 a 1988, Veiel estudou Psicologia na Universidade Livre de Berlim e participou da aula de direção de Krzysztof Kieślowski no Centro Artístico Independente de Berlim Künstlerhaus Bethanien de 1985 a 1989. Como professores, o Künstlerhaus Bethanien reuniu outros renomados diretores internacionais e europeus, como Andrei Tarkovsky, Patrice Chéreau e Robert Wilson.

### Carreira
O primeiro documentário de Veiel, Winternachtstraum, resultou de seu trabalho teatral com um grupo de atrizes seniores e estreou em 1992 no Duisburger Filmwoche, um festival anual de documentários de língua alemã.
Seu documentário seguinte sobre um grupo de teatro judeu-palestino em Israel, Balagan, ganhou em 1993 o Prêmio Findling [en] e foi exibido no Festival Internacional de Cinema de Berlim de 1994 [en]. No ano de 1996, Veiel rodou seu filme mais pessoal, Die Überlebenden, filme que retrata o destino de três ex-colegas de escola de Veiel que cometeram suicídio.
No ano de 2001, um grande público tomou conhecimento do documentário de Veiel, Black Box BRD [en], no qual ele coloca frente a frente as biografias de Alfred Herrhausen, presidente do Deutsche Bank, e seu suposto assassino e membro da Fração do Exército Vermelho (RAF), Wolfgang Grams [en].
Em 2004, lançou o documentário Die Spielwütigen [de], que retrata quatro estudantes de atuação de Berlim durante um período de quase sete anos e estreou no Festival Internacional de Cinema de Berlim de 2004 [en].
No ano de 2005, a peça teatral documental Der Kick sobre o assassinato de um adolescente em 2002 por três adolescentes neonazistas na Alemanha, que Veiel escreveu juntamente com Gesine Schmidt, foi apresentada pela primeira vez em teatros na Basiléia, na Suíça, e em Berlim e foi convidada para o principal festival de teatro alemão, o Festival de Teatro de Berlim em maio de 2006. A peça já foi apresentada em mais de 60 teatros e foi traduzida para nove idiomas. Com base na apresentação da peça, Veiel criou um documentário que foi exibido pela primeira vez na Festival Internacional de Cinema de Berlim de 2006 [en]. Além disso, as estações de rádio públicas alemSkim Dum Dum Dumãs colaboraram com Veiel para produzir uma radionovela em 2005.
Wer wenn nicht wir é o primeiro longa-metragem de Andres Veiel, rodado em 2010 e estreado na competição do Festival Internacional de Cinema de Berlim em 2011 [en], onde foi premiado com o Prêmio Alfred Bauer [en]. O filme retrata a história e a gênese da Fração do Exército Vermelho e a relação do autor e editor alemão Bernward Vesper com os membros fundadores da RAF, Gudrun Ensslin e Andreas Baader. Os protagonistas do filme foram August Diehl, Lena Lauzemis [en] e Alexander Fehling [en].
Em 2012, Veiel entrevistou membros atuais e antigos da diretoria executiva de diversos bancos importantes. Com base nessa pesquisa, ele escreveu a peça teatral Das Himbeerreich que analisa os bastidores do sistema financeiro, mostrando as motivações pessoais e as restrições profissionais dos agentes financeiros. Das Himbeerreich estreou no Staatstheater Stuttgart e no Deutsches Theater em Berlim em janeiro de 2013.
No mês de fevereiro de 2017, o documentário cinematográfico de Veiel, Beuys [en], teve sua estreia na competição do Festival Internacional de Cinema de Berlim. Com Beuys, Veiel conseguiu levar para a tela grande o primeiro documentário cinematográfico sobre Joseph Beuys, um dos artistas mais polêmicos do século XX. Durante o período de desenvolvimento de três anos, Veiel realizou mais de 60 entrevistas com testemunhas contemporâneas de Beuys e assistiu a 400 horas de filmagens de arquivo, 300 horas de gravações de áudio e mais de 20.000 fotografias. O filme consiste em 90% de filmagens de arquivo, muitas das quais foram publicadas pela primeira vez. Veiel não tenta explicar Beuys por meio de uma biografia clássica, mas seu uso de filmagens de arquivo “permite que o espectador não apenas entre no tempo e no espaço em que a obra de arte foi desenvolvida, mas vivencie sua concepção e criação ao lado do próprio artista”.
Em 2017, a Veiel, juntamente com a autora Jutta Doberstein e em cooperação com o Deutsches Theater Berlin e o Fórum Humboldt [en], iniciou o WHICH FUTURE?!, um projeto de teatro e pesquisa participativa interdisciplinar de duração de dois anos, dedicado à elaboração de um cenário fictício, porém baseado em evidências, para os próximos dez anos. Com cientistas internacionais, artistas e o público reunidos em workshops, laboratórios e sessões plenárias, o projeto Which Future?! explorou a correlação entre conhecimento, previsão e design e condensou cenários para o desenvolvimento futuro do sistema financeiro, da economia, do clima, da produção de alimentos e do trabalho em uma narrativa desenvolvida em conjunto, analisando os anos de 2018 a 2028. Os resultados foram combinados em uma peça que estreou no Deutsches Theater em setembro de 2018: Let them eat money. Which Future?!.
Em seu filme para a TV para a emissora ARD, Ökozid [de] de 2020, Veiel encena um drama de tribunal, tão discreto quanto espetacular. Ano 2034: As consequências da catástrofe climática são dramáticas. Secas e enchentes destroem a subsistência de milhões de pessoas. A mudança climática e a catástrofe em curso tornam-se objeto de processos legais na Tribunal Internacional de Justiça (CIJ). Dois advogados representam 31 países do Sul global, que estão condenados à destruição sem o apoio da comunidade internacional, levantam questões de responsabilidade, exigem indenização e o direito da natureza à integridade para garantir sua própria sobrevivência. Representantes de alto escalão da política e do setor são convidados como testemunhas. O tribunal deve decidir se os formuladores de políticas alemães devem ser responsabilizados por seu fracasso em proteger o clima e, assim, estabelecer um precedente para a justiça climática.
No ano de 2024, lançou o documentário Riefenstahl, é considerado uma visão cativante da propriedade privada de Leni Riefenstahl, que ficou mundialmente famosa com seu filme de propaganda nazista Triunfo da Vontade, mas continuou negando qualquer vínculo mais próximo com o regime. O filme examina essa questão usando documentos do patrimônio de Riefenstahl, incluindo filmes particulares, fotos, gravações e cartas. Ele revela fragmentos de sua biografia e os coloca em um contexto histórico mais amplo. O filme teve sua estreia no Festival Internacional de Cinema de Veneza de 2024.
Veiel lecionou e ainda leciona em diversas escolas de cinema e universidades, incluindo a Deutsche Film- und Fernsehakademie Berlin, a Universidade Livre de Berlim, a Universidade de Zurique , a Universidade de Michigan e é regularmente convidado pelo Goethe-Institut para palestras ao redor do mundo, como em Joanesburgo, Nova Deli, Calcutá, Osaka, Cairo e Tunes. Ele é membro da Academia de Cinema Europeu, da Academia Alemã de Cinema [de] e da Academia de Artes de Berlim [de].

## Produção

### Filmografia
| Ano  | Título             | Nota(s)   |
| ---- | ------------------ | --------- |
| 1992 | Winternachtstraum  |           |
| 1993 | Balagan            |           |
| 1996 | Die Überlebenden   |           |
| 2001 | Black Box BRD [en] |           |
| 2004 | Die Spielwütigen   |           |
| 2006 | Der Kick           |           |
| 2011 | Wer wenn nicht wir |           |
| 2017 | Beuys [en]         |           |
| 2020 | Ökozid             | Telefilme |
| 2024 | Riefenstahl        |           |

### Teatro
| Ano         | Peça                                 | Casa(s)                                                          | Nota(s) |
| ----------- | ------------------------------------ | ---------------------------------------------------------------- | ------- |
| 2005        | Der Kick                             | Teatro da Basiléia e Teatro Maxim Gorki de Berlim [en] de Berlim |         |
| 2013        | Das Himbeerreich                     | Staatstheater Stuttgart e Deutsches Theater                      |         |
| 2017 – 2018 | Let Them Eat Money. WELCHE ZUKUNFT?! | Teatro Estadual de Stuttgart [en]                                |         |

### Por Veiel
- Andres Veiel (1991) Die letzte Probe. Ein Stück Revolution im Altenheim. Peça de teatro em 3 atos. S. Fischer Verlag, Frankfurt/Main.
- Andres Veiel (1992) Hier drin kannst du alles haben. Ein Stück Knast. In: Theater, Theater. Peças atuais. Vol. 2. S. Fischer Verlag, Frankfurt/Main.
- Andres Veiel (2002) Black Box BRD. Alfred Herrhausen, die Deutsche Bank, die RAF und Wolfgang Grams. Deutsche Verlags-Anstalt, Munique, ISBN 978-3-421-05468-5.[39]
- Andres Veiel (2007) Der Kick. Ein Lehrstück über Gewalt. Deutsche Verlags-Anstalt, Munique, ISBN 978-3-421-04213-2.[40]
- Gerd Koenen, Andres Veiel (2008). 1968. Bildspur eines Jahres. Fackelträger Verlag, Colônia, ISBN 978-3-7716-4359-1.[41]
- Andres Veiel, Beatice Ottersbach (2008). Dokumentarfilm. Werkstattberichte. UVK Verlagsgesellschaft, Konstanz, ISBN 978-3-86764085-5.[42]

### Sobre Veiel
- Nikolas Fischer (2009) Das Kino des Andres Veiel. Politische Filme im Balanceakt zwischen Dokument und Fiktion. Mensch und Buch Verlag, Berlim, ISBN 978-3-86664-527-1.
- Claudia Lenssen (2019) Andres Veiel. Schüren Verlag, Marburg, ISBN 978-3-89472-717-8.[43]

## Prêmios
- 2011 – Prêmio Hessischer de Melhor Filme de Ficção por If Not Us, Who?[44]
- 2017 – Bundesverdienstkreuz Erster Klasse (Cruz de Mérito Federal)[45]
- 2018 – Prêmio Alemão de Música para Documentários por Beuys[46]
- 2021 – Indicação ao Prêmio de Melhor Roteiro para Ökozid (Ecocide) pela Deutsche Akademie für Fernsehen[47]